# Pettkó-Szandtner Tibor
Vitéz felsődriethomai Pettkó-Szandtner Tibor (Bazin, 1886. június 20. – Leutstetten, 1961. január 6.) magyar huszártiszt, európai hírű lótenyésztő és fogathajtó.

## Tanulmányai
A pozsonyi iskola elvégzése után saját elhatározásából a Georgikonban tanult lótenyésztést. Tanulmányai elvégzése után több ménesnél, majd 1920 és 1927 között Bábolnán is szolgált, ekkor még csak beosztottként, Hajnyi Arthur parancsnoksága alatt. Ebben az időben kezdett el szakfolyóiratok számára cikkeket írni a fogathajtás helyes technikájáról. 1931-ben jelent meg A magyar kocsizás című könyve a magyar hajtóstílusról, ami az "ősi magyar hajtóstíluson" alapul.

## Munkássága
1928-as Kiskunlacházára történt áthelyezése után megírta legjelentősebb művét, A magyar kocsizás címmel (1931), mely a magyar lótenyésztés egyik legjelentősebb könyve. A kiskunlacházi kitérő után 1932-ben ezredesi rendfokozatba lépett és átvette az első világégés nyomait még erősen magán viselő bábolnai ménes parancsnoki tisztét. Ettől kezdve minden erejével a ménes megújításán, és a rossz állapotú épületek felújításán fáradozott. Építő munkájának köszönheti még Bábolna városa a református templomot, melynek oldalán márványtáblát avattak emlékére. A ménes értékét Kohailan Zaid, az egyik utolsó, még nomád tenyésztőknél született csikó megvásárlásával is növelte. Az arab telivér és a Shagya-arab fajták eredményeit is folyamatosan javította. Egy évvel később Bábolna már a legnagyobb európai arab-ménesek sorába tartozott.
1943-ban tábornokká léptették elő és ekkor már a Földművelésügyi Minisztériumban az egész ország lótenyésztéséért volt felelős. 1944-ben a front és a szovjet tankok közeledtével Pettkó-Szandtner Tibor kapcsolatait kihasználva a tenyészállomány válogatott egyedeit (körülbelül: 400 példány) Bergstettenbe menekítette, abban a hitben, hogy így megmentheti a ménes értékes génállományát. Sajnálatos módon azonban a Bergstettent megszálló amerikai katonák áron alul eladták a lovakat, sokuk a Behring Műveknél végezte, ahol szérumtermelésre használták őket. Később csere útján több közülük mégis visszatérhetett Bábolnára. Az első lovak 1947-ben indulhattak hazafelé.
Az amerikai csapatok megbízhatatlannak minősítették Pettkó-Szandtner Tibort, így nem kapott munkát. Haza pedig nem térhetett, mert hazaárulás (a lovak külföldre "szöktetése") miatt minden bizonnyal hadbíróság elé került volna. Ebből a szorult helyzetből Mohamed Taher pasa, az egyiptomi Királyi Földművelésügyi Társaság elnökének meghívása rántotta ki, felkérték ugyanis az egyiptomi Kafr-Farouk királyi ménes vezetőjének. A pasa már egy korábbi bábolnai látogatásán megismerkedett Pettkó-Szandtner Tiborral, így látta elhivatottságát, és szenvedélyét a lovak iránt.
Azonban Egyiptomban ez idő tájt az európaiakat nem látták szívesen, ezért mint Fárúk egyiptomi király személyes vendége maradhatott az országban. Itt 1949 után új tenyésztési módot vezetett be, mely mind a ménest, mind magát Pettkó-Szandtnert világhírűvé tette. Tíz évig állt a ménes élén, és az állományt olyan szintre hozta, hogy komoly európai kereslet alakult ki az egyiptomi lovak iránt.
Élete alkonyán visszatért Európába régi barátja, Lajos bajor királyi herceg fogadta be. Élete utolsó éveit ott töltötte, a sárvári ménes lovai között, melyek a herceg tulajdonát képezték. 1961. január 6-án hunyt el Leutstettenben. A szerény gyászjelentésen Pál apostol szavai voltak olvashatók. Élete vezérfonala volt ez: „Ama nemes harcot megharcoltam, futásomat elvégeztem, a hitet megtartottam.” Starnbergben a gyönyörű Starnbergi-tó partján nyugszik az arab lovak nagy barátja és ismerője.
2018 szeptember 29-én akaratának megfelelően az általa építtetett kápolna oldalában ő, és felesége hamvait újratemették.
"Az egek Urától csak egyet kérek, hogy ha meghalok, itt temettessem el, egy bábolnai legelőn, hogy még onnan alulról is is hallhassam kedves lovaim patadobogását!"
(Pettkó-Szandtner Tibor)
Nevét viseli a bábolnai lovasiskola.